# Voie Sacrée
A Voie Sacrée ("Caminho Sagrado") é uma estrada que liga Bar-le-Duc a Verdun (Meuse), França. Recebeu esse nome devido ao papel vital que desempenhou durante a Batalha de Verdun na Primeira Guerra Mundial.

## Use durante a Primeira Guerra Mundial

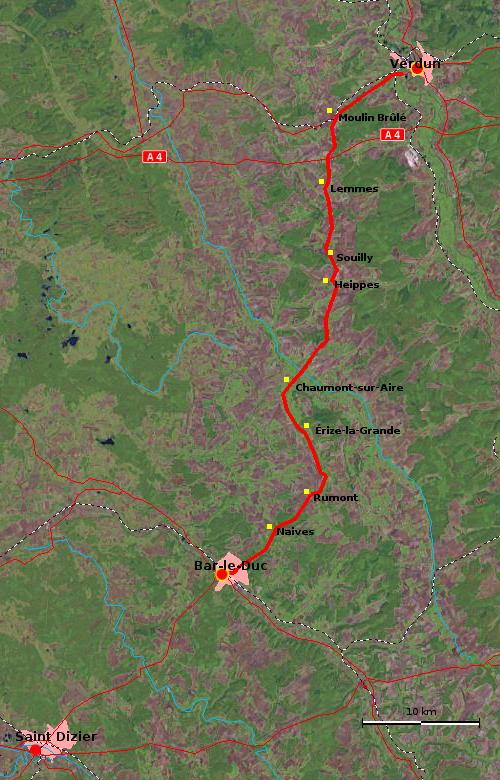
Mapa de Voie Sacrée, França

Depois de março de 1916, ao longo dos 72 km (45 milhas) da "Voie Sacrée", veículos de transporte estavam em movimento dia e noite transportando tropas, armamentos e suprimentos para o campo de batalha de Verdun. Durante a crise inicial de 21 de fevereiro a 22 de março, 600 caminhões por dia já haviam entregue 48 000 toneladas de munição, 6 400 toneladas de outros materiais e 263 000 homens ao campo de batalha. A partir de 21 de fevereiro, todo o tráfego puxado a cavalo e os movimentos de tropas a pé foram ordenados para fora da estrada, deixando-a aberta apenas para o tráfego de caminhões e automóveis. Depois de março de 1916, um caminhão passou a cada 14 segundos, submetendo a estrada a um desgaste considerável. Pedreiras tiveram que ser abertas nas proximidades para abastecer a estrada com pedra britada. Ao longo de dez meses, 16 batalhões trabalharam para manter a estrada em boa forma e ordem. A estrada era reconhecida desde 1915 como a única estrada veicular confiável que permanecia para abastecer Verdun com segurança. Todas as linhas ferroviárias de bitola padrão que podiam chegar a Verdun já haviam sido interrompidas pelas forças alemãs no final de 1914. Para compensar essa situação precária, a estrada foi alargada para 23 pés durante 1915, para que pudesse acomodar o fluxo contínuo de subida e descida de dois linhas de tráfego de caminhões. Essa melhoria preventiva das estradas em 1915, além do sucesso na organização do sistema de transporte na estrada (uma missão supervisionada pelo coronel Maurice de Barescut, chefe do Estado-Maior do Segundo Exército francês), foi o que salvou Verdun em 1916.
Uma unidade especial responsável pelo controle de tráfego e manutenção dos veículos contava com 300 oficiais e 8 500 homens. O material circulante era composto por 3 500 caminhões Berliet e Renault, além de 800 ambulâncias, sendo as últimas muitas vezes Ford Modelo T. Trinta caminhões de reparos permaneciam na estrada o tempo todo com equipes de reparo posicionadas ao lado deles. Qualquer veículo com deficiência foi imediatamente deslocado para a beira da estrada para não interromper o fluxo de tráfego. As oficinas de automóveis em Bar-le-Duc e Troyes trabalhavam incessantemente, assim como as prensas hidráulicas que renovavam os pneus de borracha maciça do caminhão.
Le Chemin de Fer Meusien, uma ferrovia de via estreita de bitola única, correu paralela à beira da estrada e foi capaz de movimentar 1 800 toneladas de suprimentos por dia. Isso incluiu a maior parte da comida para o exército em Verdun - cerca de 16 600 oficiais, 420 000 homens e 136 000 cavalos - e trouxe de volta muitos feridos do front. A partir de março de 1916, um desvio ferroviário de bitola padrão foi colocado em construção acelerada: a linha Sommeilles-Nettancourt a Dugny. Durante o verão de 1916, ele reconectaria Verdun à rede regional de bitola padrão.